# O vepříku a kůzleti
O vepříku a kůzleti je český loutkový seriál pro děti a mládež z roku 1970. Seriál byl natočený podle předlohy Václava Čtvrtka. Celkem bylo natočeno třináct desetiminutových dílů, které byly vysílány v pořadu Večerníček. Seriál je v černobílém provedení. Seriál režírovala Libuše Koutná.
Seriál vypráví o vepříkovi, který je lenivý popleta a kůzleti, které je pravý opak, pracovitý a moudřejší. Díky těmto protichůdným vlastnostem obou hrdinů prožívají mnoho veselých příhod.

## Seznam dílů
- 1. Jak vepřík uschl docela na placičku
- 2. Jak se učil vepřík létat
- 3. Jak vepřík a kůzle stonali na sáně
- 4. Jak vepřík a kůzle slavili Vánoce
- 5. Jak vepřík a kůzle pletli svetr
- 6. Jak si vepřík a kůzle koupili trumpetu
- 7. Jak vepřík a kůzle louskali ořechy
- 8. Jak vepřík a kůzle zvedali činku
- 9. Jak vepřík a kůzle hledali houby
- 10. Jak vepřík a kůzle pouštěli prasátka
- 11. Jak vepřík a kůzle zasadili hrách
- 12. Jak vepřík a kůzle malovali
- 13. Jak k vepříku a kůzleti přišlo padací house